# 李儆 (唐朝)
李儆，唐朝官员。
李儆在唐玄宗初年担任左清道率（太子六率之一，正四品上）。先天二年（713年）七月，金城公主上奏唐朝说吐蕃赞普赤德祖赞的母亲去世，实际上是赤德祖赞的祖母没庐·赤玛类去世，唐玄宗以李儆摄宗正卿，持节出使吐蕃参与会葬吐蕃太后。